# Гришин, Борис Дмитриевич
Бори́с Дми́триевич Гри́шин (род. 4 января 1938, Москва) — советский ватерполист, серебряный и бронзовый призёр Олимпийских игр. Заслуженный мастер спорта СССР (1964).

## Карьера
На своей первой Олимпиаде в 1964 году в составе сборной СССР выиграл бронзовую медаль. На турнире сыграл 6 матчей и забил 1 гол. На следующих Играх СССР завоевал серебро, а Гришин провёл 8 игр, забросив 3 мяча.

## Семья
Жена — Валентина Растворова (1933—2018), олимпийская чемпионка, заслуженный мастер спорта СССР (фехтование, рапира). Сын — Евгений Гришин, олимпийский чемпион, заслуженный мастер спорта СССР (водное поло). Дочь — Елена Гришина, мастер спорта СССР международного класса (фехтование, рапира). Внук (сын Елены Гришиной) — Сергей Бида, мастер спорта России международного класса (фехтование, шпага).

## Награды
- Заслуженный работник физической культуры Российской Федерации (03 апреля 2023 года)  — за заслуги в развитии физической культуры и спорта, многолетнюю добросовестную работу[4]